# EFSA Journal
Das EFSA Journal ist eine kostenlose Open-Access-online-Zeitschrift für wissenschaftliche Veröffentlichungen der European Food Safety Authority (EFSA). Die Themengebiete umfassen Ernährung, Tiergesundheit und Tierschutz sowie Pflanzengesundheit und Pflanzenschutzmittel.
Besonderes Merkmal der Zeitschrift ist, dass keine Beiträge von Dritten akzeptiert werden, und dass Artikel keinen Peer-Review-Prozess durchlaufen. Um die Qualität der Artikel sicherzustellen, sind an jeder Publikation mehr als 20 Sachverständige aus verschiedenen Themenbereichen beteiligt.